# Цезий-136
Це́зий-136 — радиоактивный изотоп химического элемента цезия с атомным номером 55 и массовым числом 136. Образуется исключительно в процессе цепной реакции в атомных реакторах и ядерном оружии.
Не имеет особого значения ввиду низкого выхода в цепной реакции деления ядер.

## Образование и распад
Единственным источником образования цезия-136 является цепная реакция деления ядер урана-235 или плутония-239. При этом ядро цезия-136 образуется как продукт захвата нейтронов другим изотопом (цезий-135).
{\displaystyle \mathrm {{}^{1}{}_{55}^{35}Cs} +{}_{0}^{1}n\rightarrow \mathrm {{}^{1}{}_{55}^{36}Cs} +\gamma \,.}
Распадается же цезий-136 путём β−-распада, продукт распада — стабильный изотоп барий-136.
{\displaystyle \mathrm {{}^{1}{}_{55}^{36}Cs} \rightarrow \mathrm {{}^{1}{}_{56}^{36}Ba} +e^{-}+{\bar {\nu }}_{e}\,;}